# 斯卡尔达索莱
斯卡尔达索莱（義大利語：Scaldasole），是意大利帕维亚省的一个市镇。总面积11平方公里，人口979人，人口密度89.0人/平方公里（2009年）。国家统计（ISTAT）代码为018147。